# Anomaloglossus apiau
Anomaloglossus apiau Fouquet, Souza, Nunes, Kok, Curcio, Carvalho, Grant & Rodrigues, 2015 è un anfibio anuro, appartenente alla famiglia degli Aromobatidi.

## Etimologia
L'epiteto specifico si riferisce al luogo della scoperta, la Serra do Apiaú, un altopiano del Brasile. Si trova nello stato di Roraima, nella parte nordoccidentale del paese, a 600 km a nord-ovest della capitale Brasilia.

## Distribuzione e habitat
È endemica dello stato di Roraima in Brasile. Si trova tra i 500 e i 1400 metri di altitudine nella Serra do Apiaú.

## Tassonomia
La scoperta di questa specie e di A. tepequem, con il loro carattere di microendemiche, suggerisce che sia ancora possibile descrivere nuove specie del genere Anomaloglossus nel Massiccio della Guiana. Entrambe le specie dovrebbero essere considerate criticamente in via di estinzione a causa della dimensione apparentemente ridotta dei loro areali, l'associazione con l'habitat dell'altopiano, e la pressione antropica subita.